# Кашинцев, Дмитрий Александрович
Дмитрий Александрович Кашинцев (17 [29] декабря 1887, Отрада-Семёновское, Московская губерния — 4 ноября 1937) — советский экономист, преподаватель Московской горной академии. Под псевдонимом Антон Углов известен как музыкальный критик, театральный критик, один из пионеров российской фотографии, автор собственной методики съёмки памятников архитектуры.

## Биография
Дмитрий Александрович Кашинцев родился 17 (29) декабря 1887 года в селе Семеновское-Отрада Московской губернии (по другим данным — в Серпухове). Его отец, Александр Александрович Кашинцев, работал врачом в Серпуховском уезде, дружил с А. П. Чеховым, трудившимся с 1892 года в той же должности в том же уезде.
Д. А. Кашинцев получил экономическое образование, специализировался на экономической географии. С 1926 г. преподавал экономическую географию на рабфаке им. Артема Московской горной академии. В дальнейшем специализировался на экономике горно-металлургического комплекса, прежде всего — уральских заводов, выпустил несколько работ на эту тему. В 1923-34 гг. совершил восемь экспедиций по Уралу, в ходе которых им было осмотрено более 60 металлургических заводов. Первый том его главной, обобщающей монографии «История металлургии Урала. Т. I. Первобытная эпоха XVII и XVIII веков», подготовленный к печати в мае 1935 года под редакцией академика М. А. Павлова, увидел свет уже после смерти автора, в 1939 году.
Второй ипостасью Д. А. Кашинцева стала деятельность в качестве музыкального, театрального критика и фотографа, совершаемая под псевдонимом Антон Углов. Был виолончелистом-любителем. Еще до революции упоминается во многих изданиях как музыкальный и театральный критик, им были написаны десятки рецензий, в том числе на постановки Московского художественного театра. В 1918—1928 годах в качестве критика печатался в журналах «Вестник театра», «Жизнь искусства», «Рабочий и театр», «Печать и революция», в газете «Известия».
Статьи, написанные в качестве фотографа, публиковал в журналах «Фотограф-любитель» (1915); «Коммунистический Труд», (1919); «Известия ВЦИК», (1920-е гг); «Фотограф», (1929). Летом 1914 года в составе научной экспедиции совершил поездку по древним монастырям и городам Вологодской и Новгородской губерний. В 1915 году в «Вестнике фотографии» появилась его статья «Репродукция иконописи», высоко оцененная коллегами, впоследствии изданная отдельным изданием. В 1918 году в Москве был издан первый выпуск серии «Художественное достояние России», в который вошли, в частности, фотографии Кирилло-Белозерского монастыря и часовни в Онежском уезде, сделанные Антоном Угловым.
В 1928 году провел уникальную работу над фотоциклом «Прославление Пашкова дома», в котором предложил подробную методику съемки памятников архитектуры. Сохранились не только фотографии, но и плакат-объявление с названием цикла и следующим подзаголовком: «Композиция урбанического панорамного кадра». На импровизированном плакате фотограф указал, что «организующим объектом везде служит здание Пашкова дома, б[ывшего] Румянцевского музея, ныне Библиотеки имени Ленина. Здание присутствует всюду в большем или меньшем масштабе, в том или ином объеме». В 2013 г. издательство «Пашков дом» переиздало этот уникальный материал в альбоме, выход которого был приурочен к 150-летию со дня открытия Московского публичного музеума и Румянцевского публичного музеума. Альбом вышел под названием «Антон Углов. Фотосюита „Прославление Пашкова дома“: из фондов Российской государственной библиотеки». Комплект также включает 16 фоторепродукций, брошюру с кратким биографическим очерком, репринтный оттиск статьи Углова «Научная фотодокументация архитектуры» и фрагмент карты Москвы конца двадцатых.
Также в 1928 году лучшие его работы демонстрировались на выставке, представлявшей достижения советской фотографии за десять лет, проходившей в здании Музея Красной Армии на Воздвиженке.
В 30-е гг. Д. А. Кашинцев работал по договорам в социально-экономических издательствах и издательствах черной металлургии, Всесоюзном картографическом тресте, Академии Наук. Также являлся фотокорреспондентом журнала «Наши достижения», который был основан и редактировался М. Горьким.
2 марта 1921 г. был арестован по политическим мотивам, но уже 30 марта был освобожден, дело прекращено. 9 октября 1936 года был арестован повторно. Дальнейшие факты крайне скупы. Известна только дата смерти: 4 ноября 1937 года в заключении, место захоронения неизвестно. В августе 2004 года прокуратурой Москвы был полностью реабилитирован.

## Избранные труды
- Углов, Антон. Репродукция иконописи / Антон Углов. — Москва : Рус. фотогр. о-во в Москве, 1915 г.
- Кашинцев Д. А., Соколов С., Уваров П., Юньев И. Географо-экономический справочник. — М.; Л.: Гос. изд-во, 1929.
- Кашинцев Д. А. Новейшие открытия полезных ископаемых в СССР. — М. ; Л. : Огиз — Гос. учеб.-педагог. изд-во, 1931.
- Кашинцев Д. А. Рост минеральных ресурсов СССР: Главные открытия и разведки полезных ископаемых за период 1917—1932 гг / [Предисл.: Ф. Сыромолотов]. — М. ; Л. : Соцэкгиз, 1933.
- Кашинцев Д. А. История металлургии Урала. — М.; Л.: ГОНТИ, Ред. лит. по черной и цвет. металлургии, 1939. — Т. 1: Первобытная эпоха : XVII и XVIII века / Под ред. акад. М. А. Павлова.
- Антон Углов. Дискуссия, полемика: «Кармен» слева: «Новый зритель», М., 1924, № 27 // Московский Художественный театр в русской театральной критике: 1919—1943. Ч. 1: 1919—1930 / Сост., О. А. Радищева, Е. А. Шингарева, общ. ред., вступ. к сезонам и прим. О. А. Радищевой. — М.: Артист. Режиссер. Театр, 2009. — С. 124—125.
- Антон Углов. Фотосюита «Прославление Пашкова дома» [Изоматериал]: Из фондов Российской государственной библиотеки / Авт. проекта, очерка об А. Углове и комментариев к фот. А. Ларина; Фотосъемка соврем. объектов Я. Еремин, И. Савельев. — М.: Пашков дом, 2013.

## Адреса
Москва, Якиманка, 22, кв. 168.